# Dust (Screaming Trees)
Dust è il settimo album degli Screaming Trees, pubblicato nel 1996 prima dello scioglimento avvenuto nello stesso anno.

## Descrizione
Durante il lungo tour promozionale dell'album precedente, Sweet Oblivion, riemersero vecchie problematiche fra i componenti del gruppo che portarono a una pausa fino al 1995 quando ormai l'interesse per il grunge stava calando; Mark Lanegan intanto aveva intrapreso una propria carriera da solista oltre a partecipare al gruppo Mad Season. Nel 1996 il gruppo venne riformato per pubblicare un altro album.
Il disco ebbe un certo successo senza però raggiungere il livello del precedente Sweet Oblivion e, dopo un tour promozionale nel quale Josh Homme si era unito al gruppo come chitarrista ritmico, il gruppo si sciolse nuovamente; Lanegan si dedicò alla sua carriera solista per pubblicare un album e il gruppo si riformò solo nel 1999 per registrare alcuni demo per un nuovo album che non verrà pubblicato a causa della mancanza di una casa discografica e nel 2000 la band si sciolse definitivamente. Nel 2011 verrà pubblicato il loro ultimo album di inediti, Last Words: The Final Recordings,  registrato due anni dopo Dust.

## Tracce
1. Halo of Ashes – 4:05
2. All I Know – 3:55
3. Look at You – 4:42
4. Dying Days – 4:51
5. Make My Mind – 4:11
6. Sworn and Broken – 3:34
7. Witness – 3:39
8. Traveler – 5:22
9. Dime Western – 3:39
10. Gospel Plow – 6:17

## Formazione
- Mark Lanegan - voce
- Gary Lee Conner - chitarra
- Van Conner - basso
- Barrett Martin - batteria